# Volegno

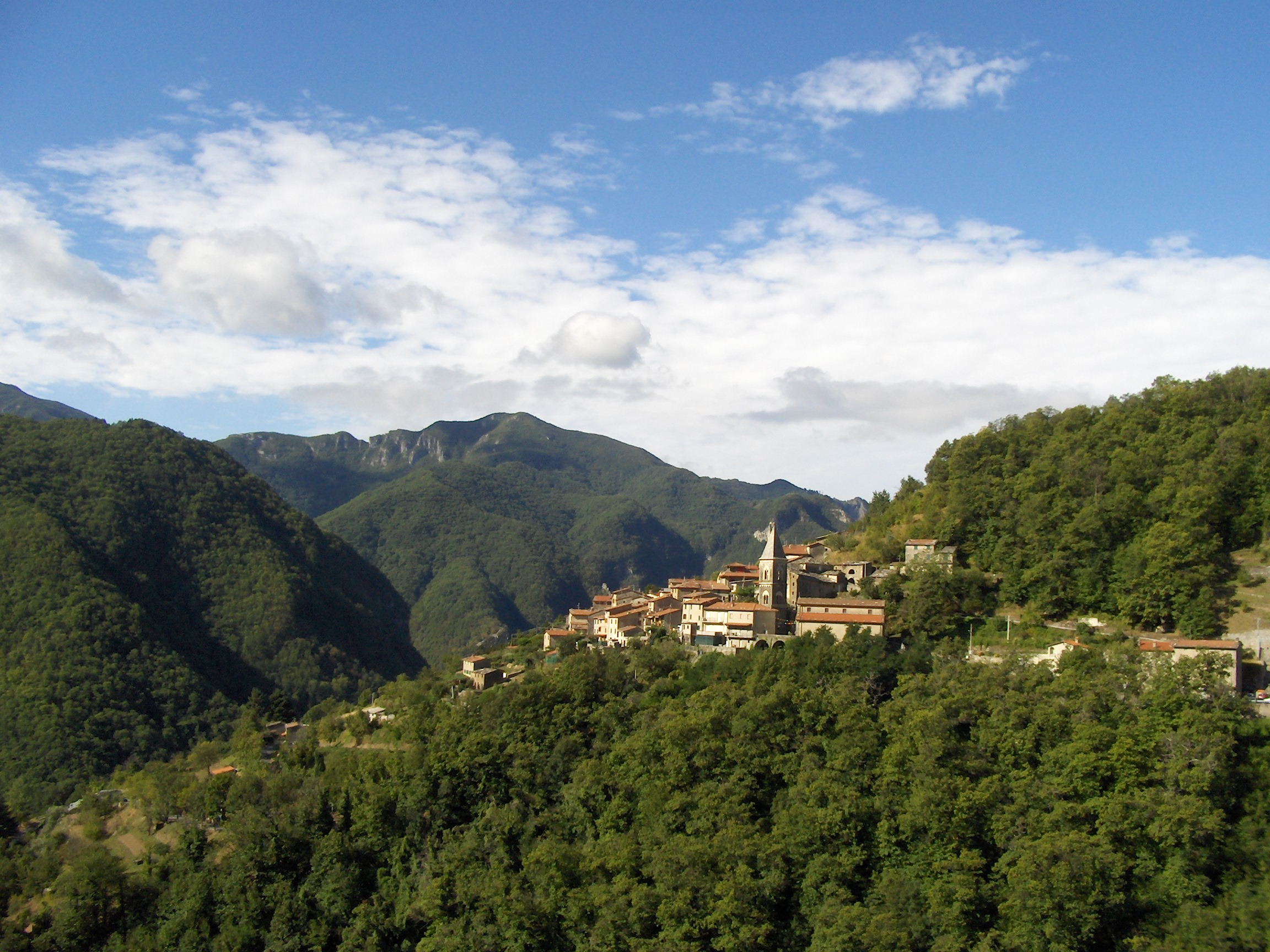
Panorama Volegno

Volegno is een plaats (frazione) in de Italiaanse gemeente Stazzema.